# Jambo Reuhat
Jambo Reuhat is een bestuurslaag in het regentschap Aceh Timur van de provincie Atjeh, Indonesië. Jambo Reuhat telt 487 inwoners (volkstelling 2010).